# INO S.A.
INO ist ein Weingut aus Nemea das für seinen Nemea-Wein bekannt ist. Die drei bekanntesten Weine sind der INO Chardonnay, der INO Sauvignon Blanc und der ΙΝΟ Cabernet Sauvignon, insgesamt werden 87 verschiedene Weine angeboten. Das Unternehmen unterhält ein eigenes Versuchslabor, das 12 Hektar allein zu Versuchszwecken kultiviert.

## Unternehmen
INO ist aus einer Winzergenossenschaft hervorgegangen, die zuletzt 1500 Mitglieder hatte. Neben den eigenen Weinbau in Nemea werden auch Trauben aus anderen Regionen Griechenlands verarbeitet. Der Umsatz überstieg 2007 erstmals die 15 Mio. €-Marke, wovon 6 Mio. durch Verkäufe in Supermärkte erzielt wurden. Wichtige Auslandsmärkte sind in Europa Österreich, Deutschland und die Niederlande sowie in Übersee die USA, Australien und Japan.